# Radomír Malý
Radomír Malý (* 4. června 1947 Kroměříž), je český historik, novinář, politik a vysokoškolský pedagog. Před rokem 1989 byl katolickým disidentem, psal též pod pseudonymem Karel Bor.

## Život
Radomír Malý vystudoval Filozofickou fakultu dnešní Masarykovy univerzity. Poté pracoval jako historik v Uměleckohistorickém muzeu v Kroměříži, v roce 1972 byl z politických důvodů propuštěn a byl nucen pracovat mimo svůj obor. Aktivně se účastnil vydávání katolického samizdatu a stal se signatářem Charty 77. Tajná policie StB ho od roku 1979 evidovala jako „nepřátelskou osobu“ ve svazku s krycím jménem Marad.
Po Sametové revoluci byl zástupcem šéfredaktora brněnské redakce deníku Lidová demokracie a mezi lety 1993 a 1994 šéfredaktorem konzervativního katolického týdeníku Světlo. V letech 1996–2010 vyučoval na Teologické fakultě Jihočeské univerzity v Českých Budějovicích. V roce 2004 neúspěšně kandidoval do Senátu za Národní sjednocení ve volebním obvodě Brno-venkov. Roku 1997 se stal zakládajícím členem české pobočky mezinárodní federace Una Voce.
Radomír Malý je autorem řady článků a publikací, které se týkají především jeho osobního pohledu na církevní dějiny. Své články též publikuje na webech Duše a Hvězdy a Institutu sv. Josefa a také v časopisech Te Deum, Řád a Immaculata. Svými názory je v rozporu s liberály a modernisty v rámci katolické církve v ČR, které většinou kritizuje z tradicionalistických pozic. Zdůrazňuje nutnost obrany tzv. tradičních katolických hodnot, staví se proti liberalizaci potratů (interrupcí) a sexuální etiky. Snahy o legalizaci potratů a pornografie vnímá jako jeden z cílů svobodných zednářů, kteří podle něj usilují o to, rozvrátit dobrou křesťanskou rodinu, kterou vnímá jako jeden z obranných valů katolicismu. Ve svém článku Na programu je katolická kontrarevoluce formuluje myšlenku, že v krajním případě i „povstání nebo vojenský převrat na obranu tradiční rodiny a nenarozených dětí by tady nejenže nebyl něčím eticky vadným, ale naopak hrdinným projevem odporu proti nynější bezbožné revoluční totalitě a každý katolík, hodný toho jména, by měl morální povinnost něco takového podpořit.„

## Kritika
Malého esej Idea státu křesťanského, poprvé publikovanou v roce 1987 v exilových Rozmluvách, kritizoval v článku Kritické teze k „Ideji státu křesťanského” jiný katolický disident Václav Benda. Benda zpochybnil správnost některých Malým uváděných údajů a jejich interpretaci. Navíc Malého obvinil ze soustavného protiřečení si. Kritizoval ho také za to, že připouští šíření křesťanství násilím.
Malý je příkrým kritikem církevního reformátora Martina Luthera, jeho články a přednášky na toto téma však mohou být vnímány jako tendenční. Malý v nich například tvrdí, že Luther nabádal lidi k hříchům, protože stačí pouze věřit k Kristovu oběť a člověk bude spasen, pokání není potřeba. Odvolává se při tom obvykle na Lutherova slova "Statně hřeš, pevněji věř..." Jedná se ovšem o vytržený citát ze soukromé korespondence mezi reformátory, kdy se Lutherův dopis z 1. 8. 1521 týká hříchů nikoliv podle Božího zákona, nýbrž proti lidským ustanovením ve věci církevní praxe a disciplíny. Konkrétně zde Luther pojednává například o tom, zda je hřích přijímat eucharistii pod jednou způsobou nebo pod obojí. Ve věci pokání první z Lutherových 95 tezí vyzývá: "Když náš Pán a mistr Ježíš Kristus řekl: „Čiňte pokání,“ chtěl, aby celý život věřícího byl pokáním."

## Dílo
- Církevní dějiny, Matice cyrilometodějská, Olomouc 2001. 283 s. ISBN 80-7266-083-7
- Alfred Fuchs: muž dvojí konverze, Cesta, Brno 1990. 51 s. ISBN 80-900087-4-7
- Humanisté nebo satanisté? K dějinám svobodného zednářství, Kašpárek, Brno. 83 s. 1997
- Brünn [historická publikace v německém jazyce], spoluautoři Gerhard Aberle a Vojen Drlík, Kraft, Würzburg 1993. 104 s.
- Religiozita v dramatu českého národního obrození, Michael S.A., Frýdek-Místek 2003. 148 s. ISBN 80-239-9993-1
- František Sušil, obroditel Církve i vlasti, Orel, Brno 2004, 82 s. ISBN 80-85010-65-8
- Je dovoleno bránit inkvizici?, Michael S. A., Frýdek-Místek. 73 s. ISBN 978-80-254-1299-2
- Katolíci ve stínu hákového kříže, ISBN 80-254-0000-X
- Svědek víry v době osvícenství Klement Maria Hofbauer
- Nejkrvavější genocida minulosti a současnosti : málo známé informace o pronásledování křesťanů, Michael S. A., Frýdek-Místek 2013. 245 s. ISBN 978-80-260-9238-4